# Ljusröd rosenrot
Ljusröd rosenrot  (Rhodiola rhodantha) är en fetbladsväxtart som först beskrevs av Samuel Frederick Gray, och fick sitt nu gällande namn av Hans Jacobsen. Rhodiola rhodantha ingår i släktet rosenrötter, och familjen fetbladsväxter. Inga underarter finns listade i Catalogue of Life.

## Bildgalleri

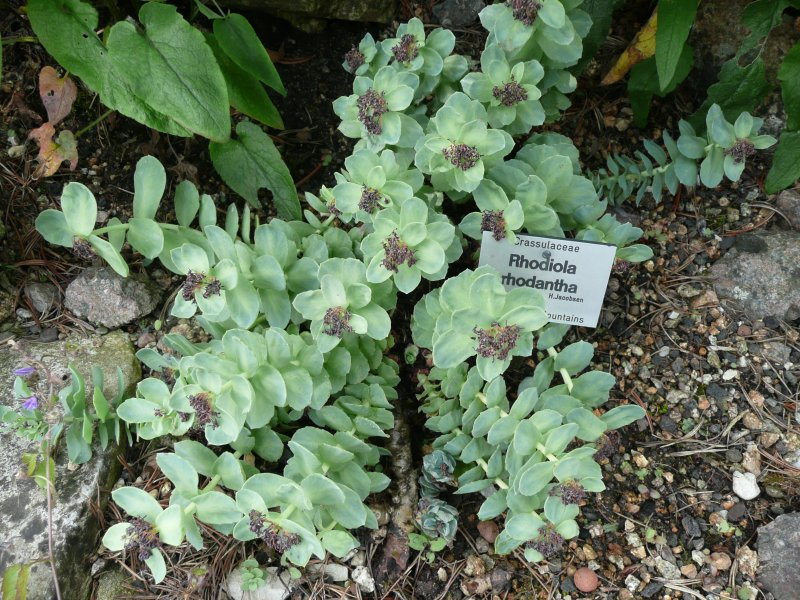
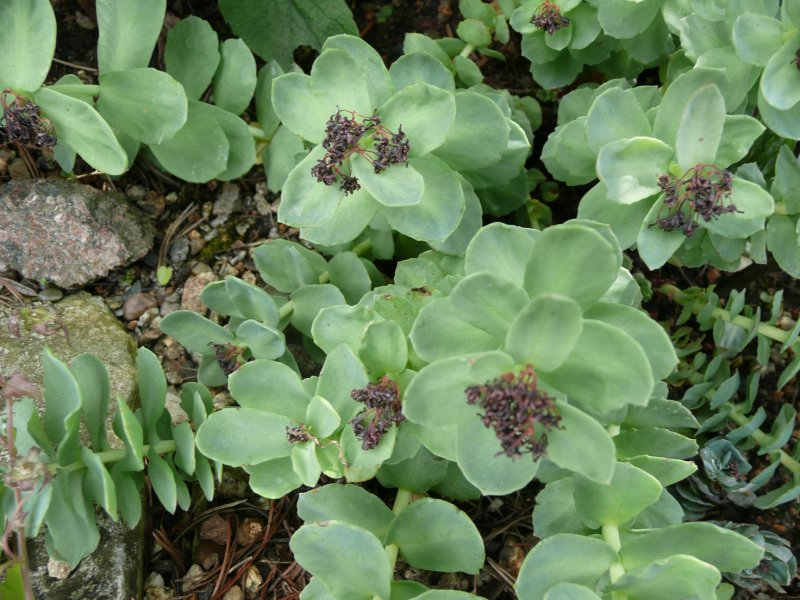
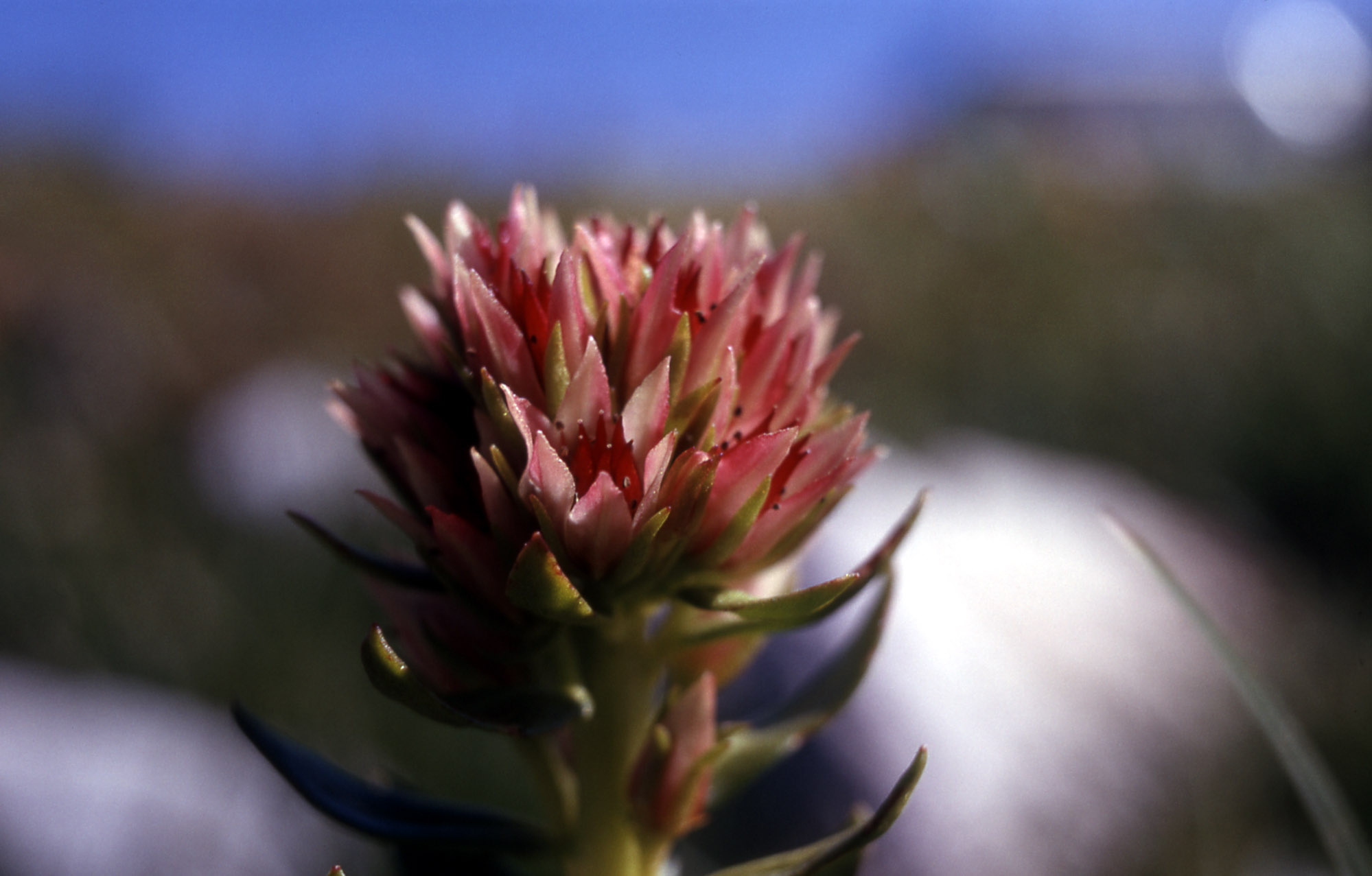
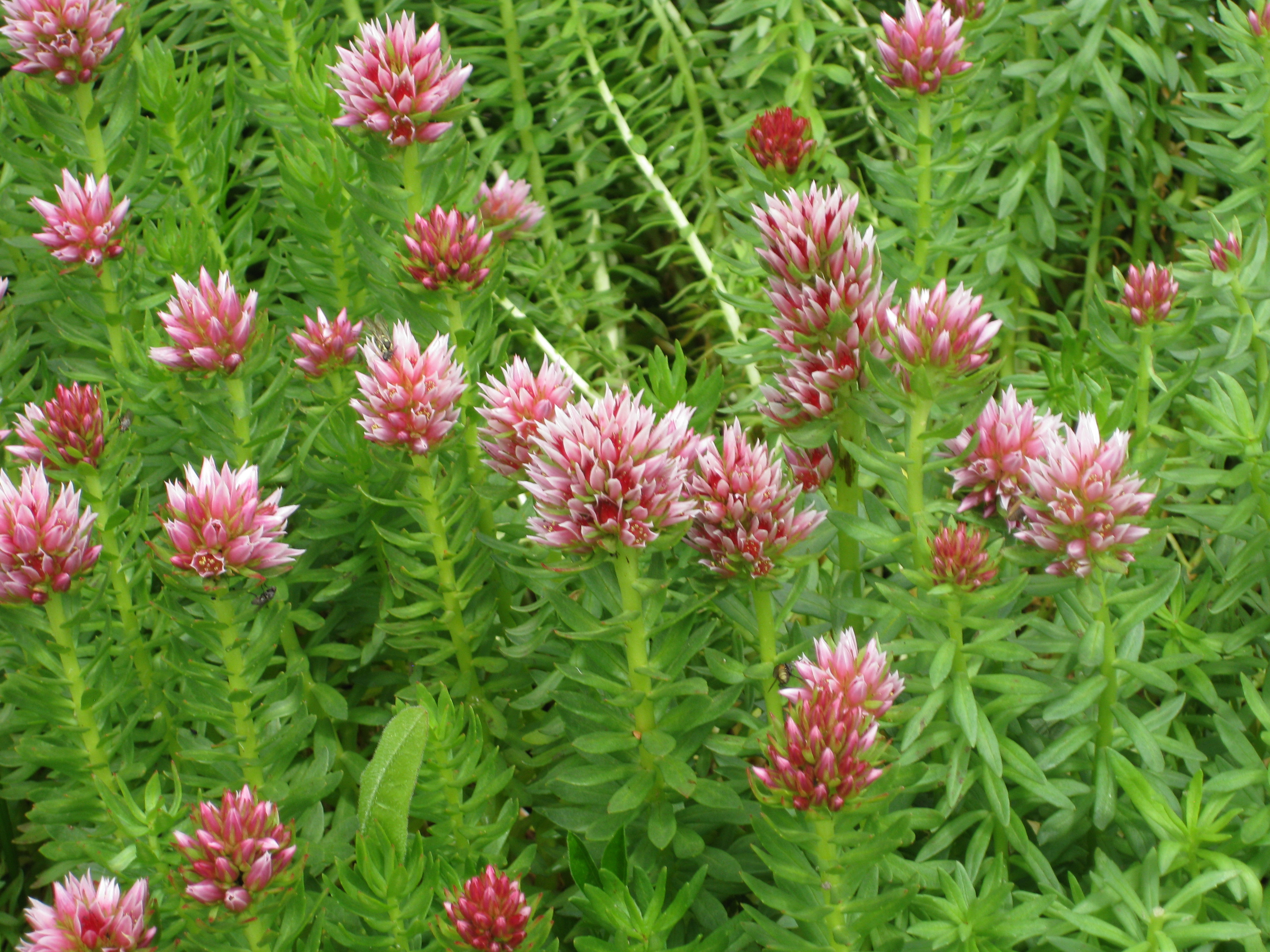
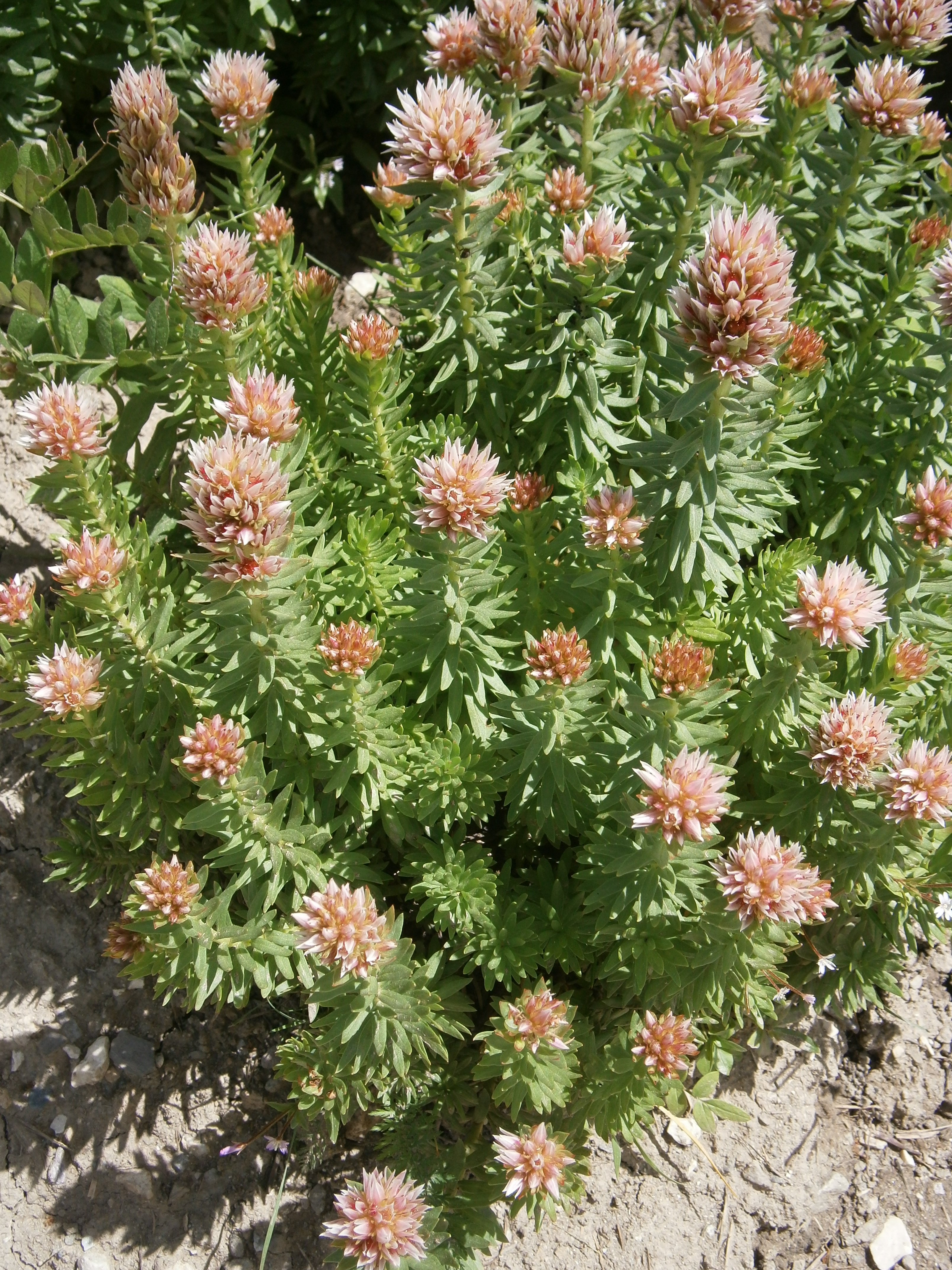
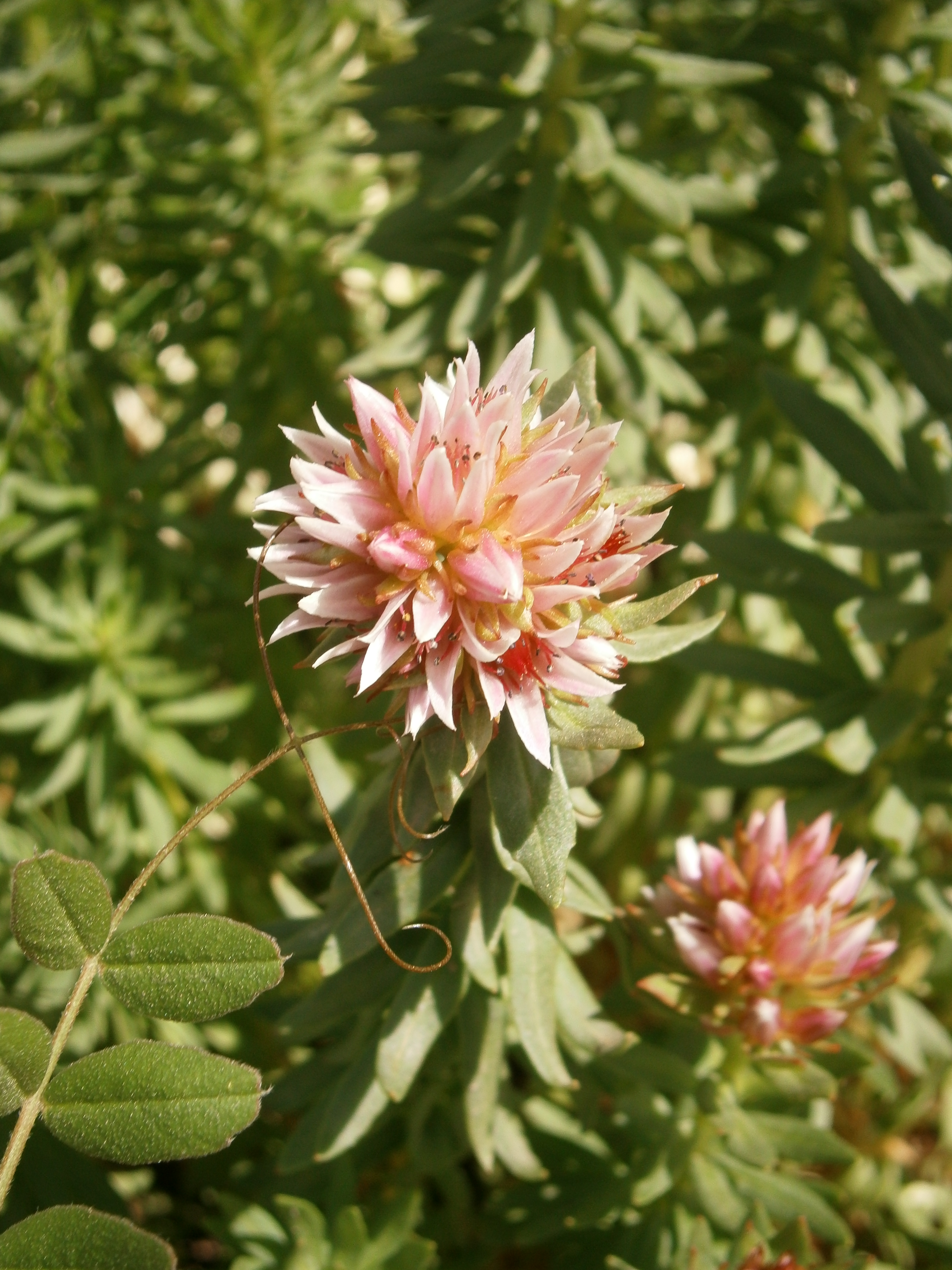